# Матч століття
«Матч столі́ття» (сербохорв. Meč stoljeća / Меч столећа) — неофіційна назва шахового матчу між збірними СРСР і решти світу, що відбувся в Белграді (Югославія) у період з 29 березня по 5 квітня 1970 року. Матч провели в 4 тури на 10 шахівницях. Перемогла команда Радянського Союзу з мінімальною різницею — 20½:19½.
Відповідно до рейтингу Ело станом на 1969 рік, у матчі взяли участь 18 із 20 найсильніших гросмейстерів світу. Збірну СРСР очолили чемпіон світу Борис Спаський і ексчемпіон Тигран Петросян, а на перших шахівницях команди світу грали провідні західні гросмейстери Бент Ларсен і Роберт Фішер.
Перший в історії шаховий матч збірної Радянського Союзу проти збірної світу (наступні зустрічі проведено в 1984 і 1988 роках).
Уперше в одному шаховому змаганні взяли участь шість чемпіонів світу: 4 колишніх (Ботвинник, Смислов, Таль, Петросян), чинний (Спаський) і майбутній (Фішер). Сьомим чемпіоном, який не грав, але був капітаном збірної світу, став колишній чемпіон світу Макс Ейве.

## Передісторія
Після Другої світової війни у шаховому світі домінували радянські гравці — всі чемпіони світу і серед чоловіків і серед жінок були з Радянського Союзу, всі шахові олімпіади після 1952 року вигравала збірна СРСР, а першість СРСР з шахів була найсильнішим національним шаховим чемпіонатом.
Одним з перших, хто висловив ідею проведення матчу «команда СРСР — команда світу», був Ксавері Тартаковер після розгромної перемоги радянських шахістів у радіоматчі СРСР — США 1945 року. 1948 року цю ідею підтримав відомий югославський шахіст Мілан Відмар. Довгий час Шахова федерація Радянського Союзу не дуже позитивно реагувала на можливість організації подібної зустрічі. Урешті, після згоди сторін 1969 року ФІДЕ схвалила проведення матчу й доручила проведення турніру Югославській шаховій федерації та Шаховому союзу Сербії.

## Формування команд
Капітаном збірної світу призначено одного з натхненників матчу, шахового діяча Макса Ейве (того ж року голландця оберуть президентом ФІДЕ), а капітаном збірної СРСР — голову Шахової федерації СРСР Дмитра Постникова. Тренерами радянської команди були Ігор Бондаревський і Семен Фурман, а збірна світу не мала спільних тренерів, тільки індивідуальних. Кожна команда складалася з 10 основних і 2 резервних гравців.
Макс Ейве сформував команду «світу» за рейтингом Ело з урахуванням голосування АІПЕ — Міжнародної асоціації шахової преси. На місце за першою шахівницею збірної світу претендували двоє найкращих нерадянських шахістів тих років — американець Боббі Фішер і данець Бент Ларсен. Ларсен показував високі результати на багатьох міжнародних турнірах останніх років, зокрема 1969-го, тоді як Фішер після міжзонального турніру 1967 практично не виступав, зігравши тільки на двох турнірах. Ураховуючи складний характер Фішера (висока думка про себе, постійні вимоги щодо турнірної зали, освітлення та рівня шуму під час партії, календаря партій і призових за участь), були очікування, що в команді «решти світу» можуть виникнути суперечки за першу шахівницю, але американський гросмейстер несподівано легко погодився на місце за другою шахівницею.
Команду Радянського Союзу очолили чемпіон світу Борис Спаський (шахівниця № 1) та екс-чемпіон світу Тигран Петросян (№ 2). Третім став фіналіст турніру претендентів 1968 року Віктор Корчной, 4-7 місця розставили відповідно до позицій у чемпіонаті СРСР з шахів 1969; також запрошено колишніх чемпіонів світу — Михайла Ботвинника та Михайла Таля.

## Організація

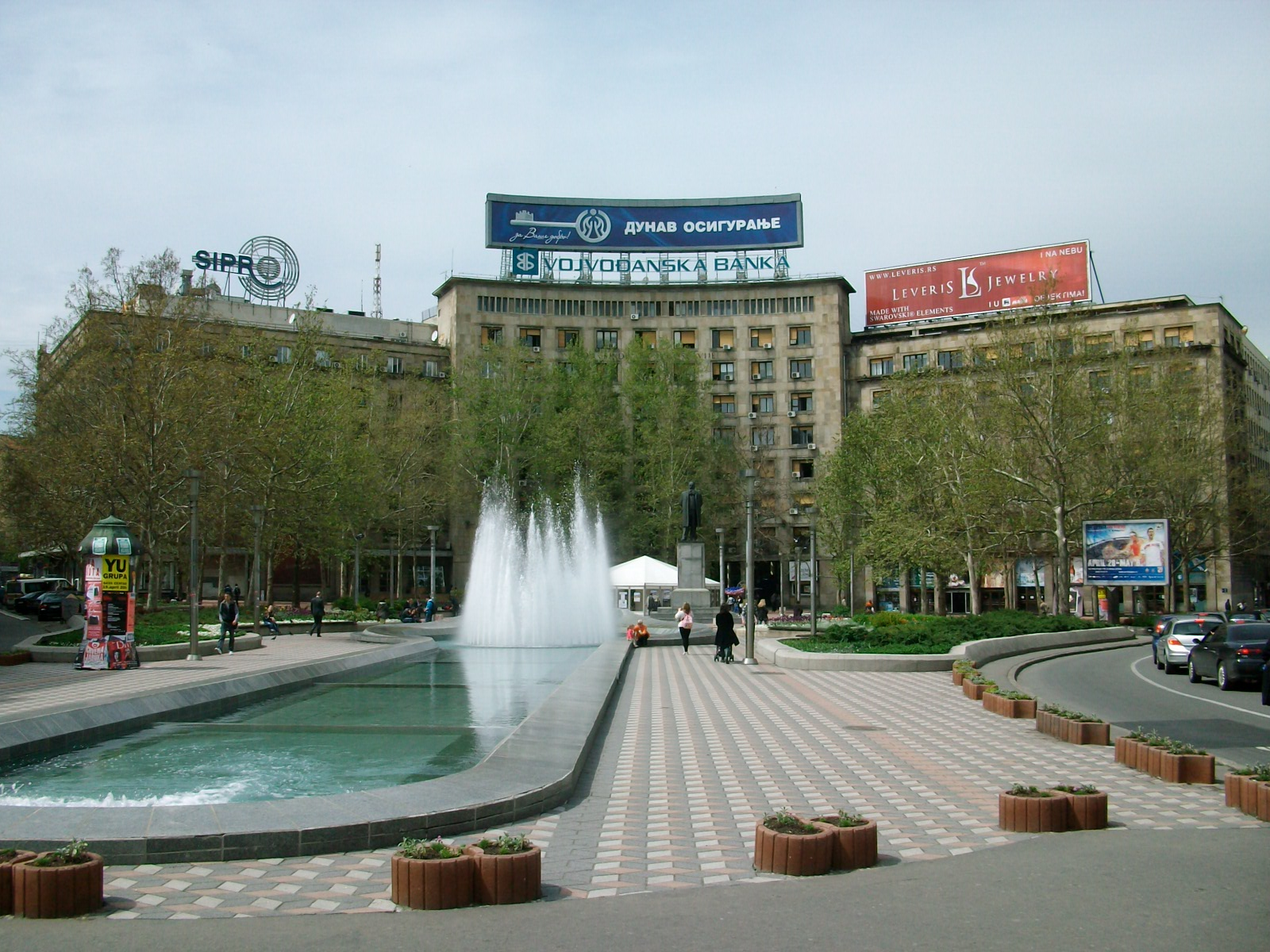
Будинок профспілок (Белград)

Учасники матчу жили у готелі «Метрополь». Турнір проходив у Будинку профспілок, у залі на 2 тисячі глядацьких місць.

## Прогнози
За кілька тижнів до початку «матчу століття» програмісти у США створили спеціальну програму для комп'ютера, що мала спрогнозувати результат матчу на основі сили гравців. Комп'ютер передбачив перемогу команді СРСР з рахунком 22½:17½, якщо Фішер не гратиме, та 21½:18½, якщо Фішер гратиме в матчі. Більшість фахівців також прогнозували загальну перемогу радянських гросмейстерів.

## Гонорари
За участь у матчі кожен учасник отримав гонорар $400. Переможцю мікроматчу на 1-ій шахівниці було передбачено додатковий приз — автомобіль «Fiat 1300 L», а переможцю мікроматчу на 2-ій — «Москвич-412».

## Результати
| Шахів- ниця | Збірна СРСР                        | Збірна світу                               | 1-й тур | 2-й тур | 3-й тур | 4-й тур | Рахунок |
| ----------- | ---------------------------------- | ------------------------------------------ | ------- | ------- | ------- | ------- | ------- |
| 1           | Борис Спаський 4 тур: Леонід Штейн | Бент Ларсен                                | ½:½     | 1:0     | 0:1     | 0:1     | 1½:2½   |
| 2           | Тигран Петросян                    | Роберт Фішер                               | 0:1     | 0:1     | ½:½     | ½:½     | 1:3     |
| 3           | Віктор Корчной                     | Лайош Портіш                               | ½:½     | ½:½     | 0:1     | ½:½     | 1½:2½   |
| 4           | Лев Полугаєвський                  | Властиміл Горт                             | 0:1     | ½:½     | ½:½     | ½:½     | 1½:2½   |
| 5           | Юхим Геллер                        | Светозар Глігорич                          | 1:0     | ½:½     | ½:½     | ½:½     | 2½:1½   |
| 6           | Василь Смислов                     | Самуель Решевський 4 тур: Фрідрік Олафссон | ½:½     | 1:0     | 0:1     | 1:0     | 2½:1½   |
| 7           | Марк Тайманов                      | Вольфганг Ульман                           | 1:0     | 1:0     | ½:½     | 0:1     | 2½:1½   |
| 8           | Михайло Ботвинник                  | Мілан Матулович                            | 1:0     | ½:½     | ½:½     | ½:½     | 2½:1½   |
| 9           | Михайло Таль                       | Мігель Найдорф                             | ½:½     | 0:1     | 1:0     | ½:½     | 2:2     |
| 10          | Пауль Керес                        | Борислав Івков                             | ½:½     | 1:0     | ½:½     | 1:0     | 3:1     |
|             |                                    |                                            | 5½:4½   | 6:4     | 4:6     | 5:5     | 20½:19½ |

## Збірники партій
Матчу присвячені збірники, видані в Белграді та Москві:
- Božidar M. Kažić, Miloš Petronić. Šahovski meč stoleća SSSR — ostali svet. — Šahovski savez Srbije, 1970 - 36 сторінок.

Брошура співавторства головного арбітра Божидара Кажича і члена оргкомітету матчу Мілоша Петронича (обоє — Югославія).
- Юдович М. М. Матч века. — Москва: Физкультура и спорт, 1970. - 256 сторінок.

Упорядник, майстер ФІДЕ Михайло Юдович (СРСР) умістив у книзі не лише всі відкоментовані партії матчу (коментарі радянських учасників і шахістів), а й огляд радянської і світової преси про матч, інтерв'ю з учасниками та огляд післяматчевої аналітики. Цікаво, що двоє вищезгаданих шахістів (Кажич і Юдович) 1967 року випустили спільну книгу «Друзья и соперники» про історію зустрічей югославських і радянських шахістів, де, серед іншого, подано всі партії традиційних товариських матчів Югославія — Радянський Союз за 1956—1966 роки.
- SSSR — Svet = СССР — Сборная мира = Soviet Union vs. World. — Београд: Шаховски информатор, 1970. — 160 сторінок.

Збірник за редакцією Александра Матановича (головний редактор «Шахового інформатора», Югославія) та Тиграна Петросяна (головний редактор тижневика «64», СРСР), на відміну від поданої вище праці Юдовича, містить не лише коментарі радянських гросмейстерів, а й гравців збірної світу. Коментарі шахістів СРСР надруковано російською мовою, коментарі їхніх суперників — англійською. Книга проілюстрована фотографіями з матчу.